# フランシス・イシドロ・エッジワース
フランシス・イシドロ・エッジワース（Francis Ysidro Edgeworth、1845年2月8日 - 1926年2月13日）は、イギリスの経済学者。アイルランドの名家に生まれ、スペイン人の血統も引く。

## 生涯
- 1845年、アイルランドのロングフォード県に生まれる。
- 17歳の時にダブリン大学トリニティ・カレッジへ進学し、
- オックスフォード大学ベリオール・カレッジを卒業。そのころからその記憶力と機知は顕著であった。
- 1877年に弁護士の資格を授けられる。
- キングス・カレッジ・ロンドンで、最初は論理学を、ついで経済学を教え、オックスフォード大学の経済学教授となる（1891年 - 1922年）。
- 1889年と1922年には大英学術協会の経済学部会の会長であった。
- 王立統計学会の会長・王立経済学会の副会長・英国学士院の会員を歴任する。
- 1907年に王立統計学会よりガイ・メダル金メダル受賞。
- イギリスの有力な経済学誌"Economic Journal"には、1891年の創刊から彼の死に到るまで、有能な編集者として関わり続けていた。
- 1926年、オックスフォードで死去。

## 人生
- フランス語・ドイツ語・イタリア語・スペイン語に通じ、あらゆる機会に応じてミルトン・ポープ・ウェルギリウス・ホメーロスのような古典から自由に引用ができるという伝統に属した人であった。生涯独身で、国際的な幅広い人脈を保ちつつ、皮肉と諧謔と超然とした態度、そして多くの奇行・逸話で同時代人に強い印象を与えている。

## 経済学
- エッジワースの初期の経済思想に影響を与えていたのは、ウィリアム・スタンレー・ジェヴォンズとアルフレッド・マーシャルであり、特にマーシャルとはともに数学と倫理学を通じて経済学に達したという類似点がある。エッジワースは社会科学に数学の手法を適用した先駆者の一人である。彼自身はその手法を「数理心理学」と名づけていた。
- エッジワースは限界理論が前提していた功利主義の倫理と心理学を最後までもちつづけたのであり、そうした確信のもとに、経済学への貢献を果たした。契約曲線、エッジワース・ボックス・ダイアグラムなどのように経済価値を測定するために指数を使用したことと、確率計算を統計学に応用し、ウィルヘルム・レキシスが創始したドイツ学派にイギリスの研究家を接触させたことが、後世にとって特に有益であった。
- 2財2消費者経済において、均衡を視覚的に描写することができるエッジワース・ボックス・ダイアグラムを提示した。

## 思想と著作

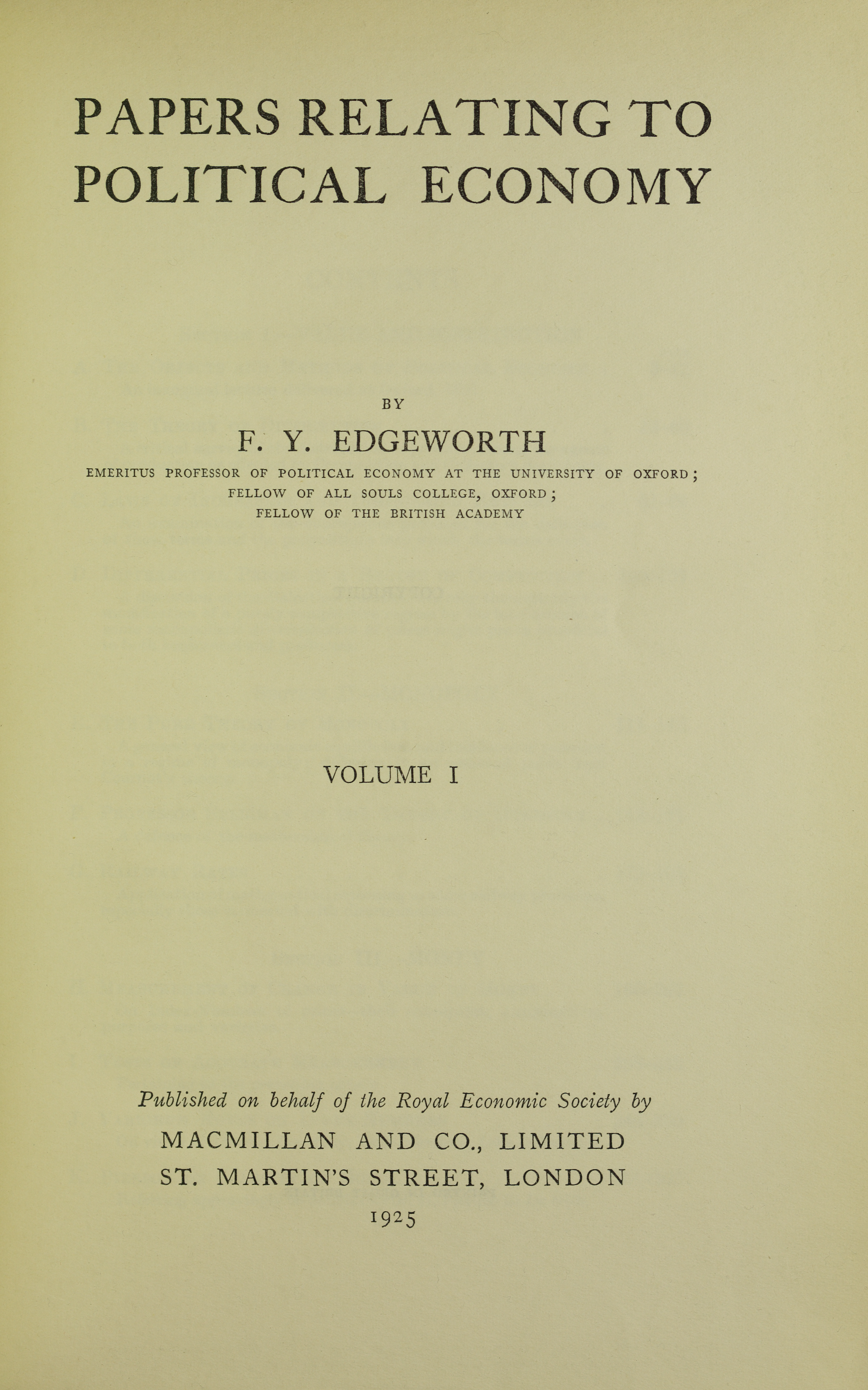
Papers relating to political economy, 1925

- 1877年の『倫理学の新方法と旧方法』（"New and Old Methods of Ethics"）では、ヘンリー・シジウィックの著書の論評という形をとりながら、功利主義と計量の問題を論議している。1881年にあらわれた『数理心理学』（"Mathematical Psychics : Essays on the Application of Mathematics to the Moral Sciences"）では、エッジワースは「感覚の、つまり快楽・苦痛の計算法」についての論述をさらに進めている。「ある場合にはより大きな、しかし、ある場合にはより小さな快楽単位の集まり、幸福の量が観察できる」ことが、数学を経済に応用できる根拠となるように、彼には思われた。

- エッジワースの、道徳学に対する数学の応用として、「確信、つまり確率計算」がある。確率論そのものへの述作は1884年の『マインド』誌に寄稿された『見込みの哲学』（"The Philosophy of Chance"）がある。しかし、後年になるとエッジワースは確率よりも統計学へと興味の中心が移行し、確信や見込みのような主観が大きく左右する対象を数学によって規定できるかということについて、疑いをもつようになってきた。心理学では、全体は部分の総和に等しくなく、数量の比較は意味をなさず、小さな変化が大きな効果をもたらし、一様で等質な連続は仮定できない。ただ哲学上の普遍性は主張できないとしても、大量の統計資料は現実に応用して差し支えないほど確実性を備えている、とエッジワースはジョン・メイナード・ケインズに答えている。

- エッジワースの著作は、彼自身により"Papers relating to political economy", 3巻（1925年）として集録されたが、ほかの膨大な数の論文は雑誌などに散在している。